# 國方姬命
國方姬命（くにかたひめのみこと，生卒年不詳）乃日本第十代崇神天皇與皇后御間城姬生下的皇女，生平事蹟不詳。同母兄弟有垂仁天皇等人，異母兄弟則為豐城入彥命、八坂入彥命等人。

## 內部連結
- 崇神天皇
- 御間城姬

## 來源
- 大日本史卷之七十九 列傳第一 后妃一（页面存档备份，存于）